# ショウタロウ
ショウタロウ （2000年〈平成12年〉11月25日 - ）は、韓国で活動している日本人の歌手、ダンサー。NCTの元メンバー、及びRIIZEのメンバー。本名は大﨑将太郎（おおさき しょうたろう）。SMエンタテインメント所属。神奈川県横浜市生まれ、座間市出身。

## 来歴

### 日本での活動
5歳からダンスを始めた。地元のダンススクールでヒップホップの基礎を学んだほか、さまざまなスタジオに通った。
中学生のころにダンスの先生がアーティストとしても活動しているところを見て、ダンスに関連する仕事に就くことを目指した。
2017年にはポカリスエットのコマーシャル「踊る修学旅行」篇に、エキストラとして出演。
また2017年から2018年頃まで、LDHのダンススタジオ・EXPGに特待生として在籍していたことがあり、2020年までEXILE・GACKT・三代目 J Soul Brothers・Ayumu Imazuなどのバックダンサーとしても活動。日本でダンサーとしてインスタグラムや、TikTokの動画で人気を得ていた。
そんな中、2019年11月にショウタロウのSNSを見たSMエンタテインメントジャパンからインスタグラムを通じてスカウトされ、オーディションを受けて合格。しかし、当時はGACKTのバックダンサーとして活動をしていたためすぐに渡韓することはできず、2020年6月頃まで日本で活動していた。
練習生になって1ヶ月でデビューしたが、デビューの数ヶ月前まではSNSでNCTのカバーダンスをアップしていた。日本にいたときにはNCTの派生ユニット・NCT 127の日本コンサートを見たこともあり、その後同じステージで活動することになったため嬉しいながらも少し怖い気持ちもあったという。

### NCTデビュー（2020年 - 2022年）

#### 2020年
9月22日、紹介映像「NCT 2020 YearParty」でNCTのメンバーとしてソンチャンとともに公開された。
10月12日、NCTとして初めて参加したアルバム『NCT 2020 RESONANCE Pt. 1』が発売された。
10月15日、Mnetの音楽番組『M COUNTDOWN』で「Make A Wish (Birthday Song)」を披露し、正式デビュー。出演後には卓越したパフォーマンスやダンスの実力が話題になり、チッケム（メンバー個人のパフォーマンスをフォーカスした動画）が、3日間で100万回再生を突破した。特に、曲の冒頭の首の動き（アイソレーション）が注目を集めた。

#### 2021年
4月17日、インスタグラムの個人アカウントを開設した。
7月4日、ダンスパフォーマンス動画「Wake Up」が公開された。
7月、ファッションマガジン『Vogue Korea』8月号に単独グラビアが掲載された。
12月10日、NCT Uとして参加した「Universe (Let's Play Ball)」のミュージックビデオが公開された。

#### 2022年
3月20日公開、NCT U「coNEXTion（Age of Light）」のパフォーマンスビデオに出演した。
8月1日、コスメブランド「ラウンドアラウンド（ROUND A'ROUND）」のブランドモデルに選定された。
9月20日、コスメブランド「M.A.C」の日本期間限定モデルに選定され、日本全国の店舗でキャンペーンが実施された。
11月25日、自身の誕生日インスタグラムライブでTikTokの個人アカウント開設を報告した。

### NCT脱退・RIIZEデビュー（2023年 - ）

#### 2023年
5月24日、新人男性グループ・RIIZEのメンバーとしてデビューするため、ソンチャンとともにNCTを脱退した。
9月4日、RIIZEが1stシングル『Get A Guitar』を発売しデビューを果たした。

#### 2024年
3月13日、RIIZEが日本レコード協会が発表した「第38回日本ゴールドディスク大賞」で「ベスト3ニュー・アーティスト（アジア部門）」に選ばれた。
9月5日、RIIZEが日本1stシングル「Lucky」をリリースし、日本デビュー。

## 人物

### 性格・家族
身長178cm。足のサイズは28cm。射手座。おだやかで、負けず嫌いな性格。MBTIはENTPである。3人兄弟の長男で妹と弟がおり、実家ではペットの犬「チョコ」を飼っている。
子どもの頃の夢はサッカー選手とパティシエ。

### 趣味・特技
趣味はモッパン（食べる番組）を見ること、スニーカー集め、ファッション、サウナ、ショッピング。
特技はダンス、バスケットボール、歯笛、スノーボード、スティッチのものまね。

### ニックネーム
チャームポイントは微笑み。ファンからは目を細めてにっこりと笑っている様子が、動物のラッコやカワウソに似ているとされている。
ニックネームには「タロ」、「タロちゃん」、「タロミルクティ」「ショウちゃん」などがある。

### 嗜好
好きなアーティストはOfficial髭男dism、安室奈美恵。影響を受けたアーティストはクリス・ブラウン。得意なダンスのジャンルはヒップホップとR&B。
好きな食べ物は寿司、甘いもの、焼き鳥、ブラックサンダー、参鶏湯（サムゲタン）、ロールキャベツ。好きな寿司ネタはあぶりサーモン。おにぎりで好きな具はとり五目。得意料理は卵焼き。嫌いな食べ物はナス、キノコ料理。
デビュー曲の「Make A Wish」では首の動き（アイソレーション）が話題になったが、ダンスの練習をする前のストレッチとして子どものころからいつもアイソレーションをしている。

### 韓国語
韓国語は短い映像や映画といったさまざまな韓国語のコンテンツを見て学んでおり、メンバーや会社の職員と会話することでも上達したという。韓国の生活で驚いたことは、一食あたりのおかずの多さ。

## 作品

### NCT U
| 公開日 | 公開日   | タイトル                    | 収録アルバム             | ミュージックビデオ         |
| ------ | -------- | --------------------------- | ------------------------ | -------------------------- |
| 2020年 | 10月12日 | Make A Wish (Birthday Song) | NCT 2020 RESONANCE Pt. 1 | Make A Wish                |
| 2020年 | 11月23日 | All About You               | NCT 2020 RESONANCE Pt. 2 | -                          |
| 2020年 | 11月23日 | I.O.U                       | NCT 2020 RESONANCE Pt. 2 | -                          |
| 2021年 | 12月14日 | Universe (Let's Play Ball)  | Universe                 | Universe (Let's Play Ball) |
| 2021年 | 12月14日 | Birthday Party              | Universe                 | -                          |
| 2021年 | 12月14日 | Vroom                       | Universe                 | -                          |

## 出演

### テレビ番組
| 年   | 番組名                                                     | 放送局     | 備考    | 参考   |
| ---- | ---------------------------------------------------------- | ---------- | ------- | ------ |
| 2022 | Venue101                                                   | NHK総合    | VTR出演 | [ 40 ] |
| 2022 | "SHOW YOU" Our Journey ～NCT ユウタとショウタロウの2人旅～ | dTV        |         | [ 41 ] |
| 2022 | アイドル陸上大会                                           | MBC        |         | [ 42 ] |
| 2022 | What's NCT!?                                               | 日本テレビ |         | [ 43 ] |
| 2022 | What's NCT!? 〜welcome to NCT Universe〜                   | 日本テレビ |         | [ 44 ] |

### ネット配信
- Artist Of The Month（12月5日・12日・19日、YouTube）[45]

### スペシャルステージ
- GOT7「Hard Carry」 - 「2020 KBS歌謡祭」ムンビン（ASTRO）、ジュヨン（THE BOYZ）、ヒョンジン（Stray Kids）らと（2020年12月18日）[46][47]
- BoA「Only One」 - 「SMTOWN LIVE 2022」BoAと（2022年1月1日）[48]
- NCT U「Outro:Dream Routine」 - 「SMTOWN LIVE 2022」SMルーキーズと（2022年8月）
- カイ・スルギ・ジェノ・カリナ「Hot & Cold」 - 「Music Bank Global Festival 2023」カリナ（aespa）、ウィンター（aespa）、ウォンビンらと（2023年12月15日）[49]
- YOASOBI「アイドル」 - 「SMTOWN LIVE 2024 SMCU PALACE @TOKYO」チャンミン、キュヒョンと（2024年2月）[50]
- BoA「Only One」- 「SMTOWN LIVE 2025」BoAと（2025年1月）[51]

### パフォーマンスビデオ
- NCT SHOTARO「Aminé - REDMERCEDES」Dance cover - Vogue 8PM CONCERT（2021年） - パフォーマンスビデオ、インタビュー - YouTube
- Dance by SHOTARO「Wake up」（2021年） - パフォーマンスビデオ - YouTube
- NCT U「coNEXTion（Age of Light）」（2022年） - パフォーマンスビデオ - YouTube

### ラジオ番組
| 年   | 放送局                  | ラジオ名                          | 備考   | 出典   |
| ---- | ----------------------- | --------------------------------- | ------ | ------ |
| 2021 | InterFM897              | NCT 127 ユウタのYUTA at Home      | ゲスト | [ 52 ] |
| 2022 | TBSラジオ               | GIFT〜未来への贈り物〜            | ゲスト | [ 53 ] |
| 2022 | interfm Special Program | NCT ショウタロウのNCT THE RADIO!! | DJ     | [ 54 ] |

### 雑誌
| 年   | 月号        | 雑誌名              | 参考   |
| ---- | ----------- | ------------------- | ------ |
| 2021 | 8月号       | VOGUE KOREA         | [ 20 ] |
| 2022 | 5月号       | 月刊ザテレビジョン  |        |
| 2022 | 5月号       | 週刊ザテレビジョン  |        |
| 2022 | 6月号       | Dance SQUARE vol.50 |        |
| 2022 | 6月号       | MEN'S NON-NO        |        |
| 2022 | 7月号       | NYLON JAPAN         |        |
| 2022 | 7月号       | MEN'S NON-NO        |        |
| 2022 | 8･9月合併号 | MEN'S NON-NO        |        |
| 2022 | 10月号      | Esquire KOREA       |        |
| 2022 | 10月号      | MEN'S NON-NO        |        |
| 2022 | 12月号      | MEN'S NON-NO        |        |
| 2023 | 1･2月合併号 | MEN'S NON-NO        |        |
| 2023 | 4月号       | Numéro TOKYO        | [ 55 ] |
| 2023 | 10月号      | W KOREA             |        |
| 2023 | 12月号      | Singles             |        |
| 2024 | 1月号       | Numéro TOKYO        |        |

## イベント
| 年   | 開催日   | イベント名                                                 | 開催国 | 参考   |
| ---- | -------- | ---------------------------------------------------------- | ------ | ------ |
| 2020 | 10月14日 | 「NCT WORLD 2.0」制作発表会                                | 韓国   | [ 56 ] |
| 2022 | 4月3日   | Drive Your Teenage Dreams.「TOYOTA FLOWER」                | 日本   | [ 57 ] |
| 2023 | 2月10日  | 「高陽キャロットジャンパーズ対水原KTソニックブーム」始球式 | 韓国   | [ 58 ] |

## 広告
- ラウンドアラウンド（ROUND A'ROUND）- ブランドモデル（2022年）
- M・A・C -「#MACXSHOTARO」コラボレーション（2022年）
- WIND AND SEA X FCMM コラボレーションメインモデル（2022年）